# World Press Photo of the Year

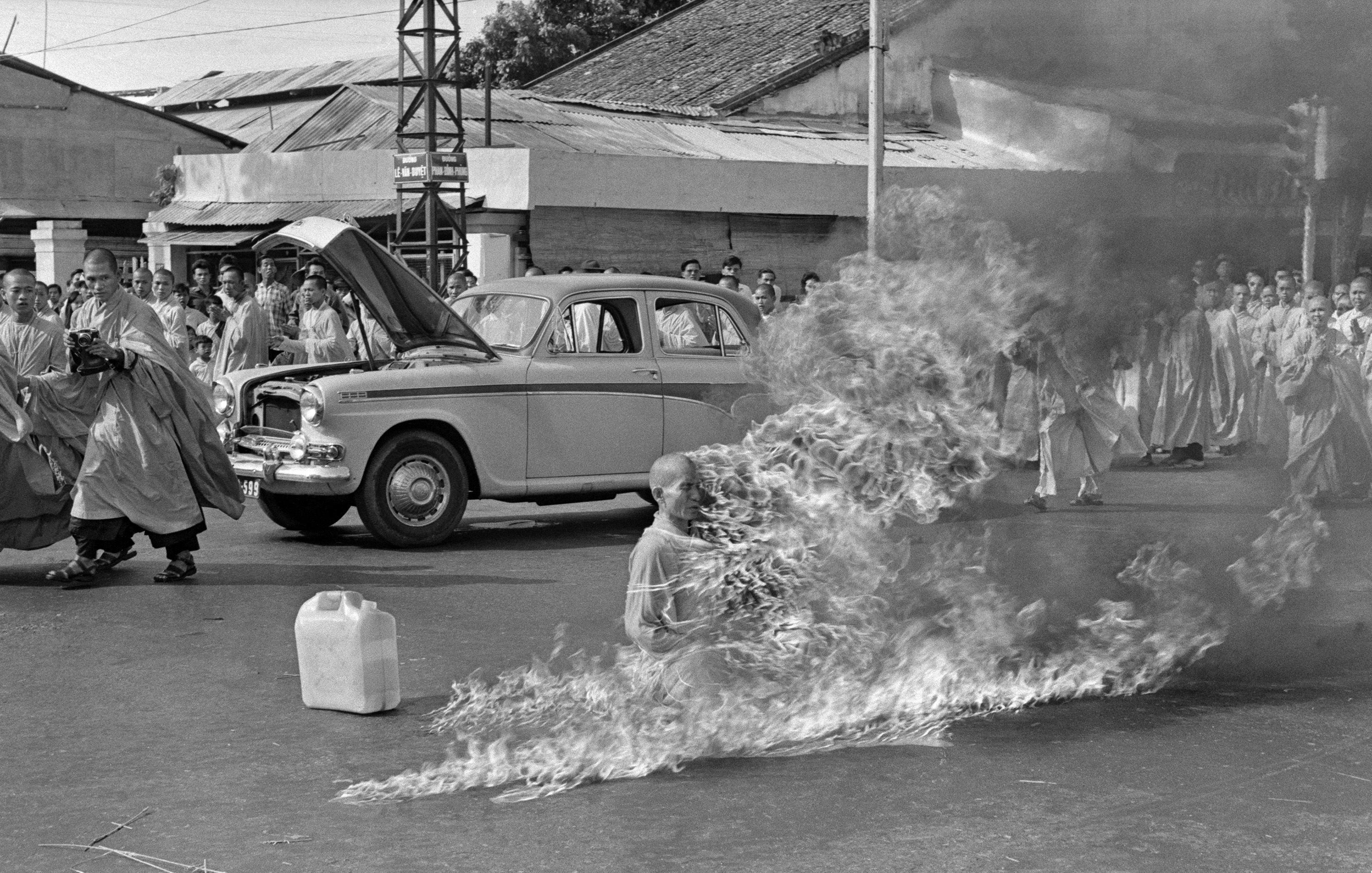
Самосожжение Тхить Куанг Дыка

Фотоконкурс «World Press Photo of the Year» является частью конкурса «World Press Photo Awards», организованного нидерландским фондом «World Press Photo».
Приз «World Press Photo of the Year» присуждается изображению, которое «… является не только фотожурналистской инкапсуляцией года, но и представляет проблему, ситуацию или событие, имеющее большое журналистское значение, и делает это таким образом, чтобы продемонстрировать выдающийся уровень зрительского восприятия и творческих способностей».
В дополнение к «World Press Photo of the Year», жюри, состоящее из 10 членов, присуждает награду «World Press Photo Story of the Year» истории, которая наиболее отличалась фотографической насыщенностью и важностью содержания. Победители получают денежный приз в размере 5000 евро.

## Список победителей «World Press Photo of the Year»
Ниже приводится список победителей «World Press Photo of the Year» и информация об их работах.
| Год  | 0Фотограф00              | Тема                                    | Описание | Ссылка         |
| ---- | ------------------------ | --------------------------------------- | --- | -------------- |
| 1955 | Mogens von Haven         | Гонки на мотоциклах                     | 28 августа 1955 года на ипподроме Volk Mølle в Ассентофте, Дания, во время соревнований разбился мотоциклист. | фото           |
| 1956 | Helmuth Pirath           | Возвращение домой                       | Немецкий военнопленный времён Второй мировой войны, освобождённый Советским Союзом, встретился в Западной Германии со своей 12-летней дочерью, которая не видела его с рождения. | фото           |
| 1957 | Douglas Martin           | Расовая сегрегация в США                | Дороти Каунтс, сопровождаемая насмешками и домогательствами, стала одной из первых афроамериканских учениц в средней школе Гарри Хардинга в Шарлотт, Северная Каролина. | фото           |
| 1958 | не проводилось           | не проводилось                          | не проводилось | не проводилось |
| 1959 | Станислав Тереба         | Футбол                                  | Во время футбольного матча между командами «Спарта (Прага)» и «Интер (Братислава)» вратарь «Спарты» Мирослав Чтвртничек стоит на футбольном поле под проливным дождем. | фото           |
| 1960 | не проводилось           | не проводилось                          | не проводилось | не проводилось |
| 1961 | Yasushi Nagao            | Убийство Инэдзиро Асанума               | 12 октября 1960 года 17-летний студент ультраправых взглядов Отоя Ямагути убивает мечом председателя социалистической партии Инэдзиро Асанума, во время его выступления в зале Хибия в Токио. | фото           |
| 1962 | Héctor Rondón Lovera     | Восстание в Эль-Портеньясо в Венесуэле  | Во время военного восстания в Эль-Портеньясо умирающий солдат под снайперским огнём цепляется за священника. | фото           |
| 1963 | Малкольм Браун           | Буддистский кризис во Вьетнаме          | Вьетнамский монах Тхить Куанг Дык сжигает себя в знак протеста против преследования буддистов правительством президента Нго Динь Зьема. | фото           |
| 1964 | Дон Мак Каллин           | Кипрский кризис 1963-64 гг              | Турчанка оплакивает своего умершего мужа, ставшего жертвой греко-турецкой гражданской войны. | фото           |
| 1965 | Kyōichi Sawada           | Война во Вьетнаме                       | Мать с детьми переходят реку в Лок Тхыонг в южновьетнамской провинции Биньдинь, спасаясь от бомбардировок США. | фото           |
| 1966 | Kyōichi Sawada           | Война во Вьетнаме                       | 24 февраля 1966 год, американский бронетранспортер M113 тащит тело вьетконговского солдата для захоронения после битвы при Суой Бонг Транг во время войны во Вьетнаме. | фото           |
| 1967 | Co Rentmeester           | Война во Вьетнаме                       | Командир M48 смотрит в объектив. Это была первая цветная фотография, получившая награду. | фото           |
| 1968 | Эдди Адамс               | Война во Вьетнаме                       | 1 февраля 1968 года начальник полиции Южного Вьетнама Нгуен Нгок Лоан самовольно без суда и следствия казнил военнопленного Вьетконга Нгуен Ван Лема на одной из улиц Сайгона выстрелом в голову. | фото           |
| 1969 | Hanns-Jörg Anders        | Конфликт в Северной Ирландии            | Ирландский католик в противогазе стоит перед стеной с надписью «Мы хотим мира» за несколько мгновений до того, как британские войска бросили слезоточивый газ. | фото           |
| 1970 | не проводилось           | не проводилось                          | не проводилось | не проводилось |
| 1971 | не проводилось           | не проводилось                          | не проводилось | не проводилось |
| 1972 | Wolfgang Peter Geller    | Ограбление банка                        | После ограбления банка в Саарбрюккене происходит перестрелка между полицией и грабителями банка. | фото           |
| 1973 | Ник Ут                   | Война во Вьетнаме                       | Юная Фан Тхи Ким Фук и другие дети спасаются бегством с тяжёлыми ожогами, вызванными напалмом, сброшенным южновьетнамскими самолетами. | фото           |
| 1974 | Orlando Lagos            | Переворот в Чили                        | 11 сентября 1973 года президент Сальвадор Альенде появляется незадолго до своей смерти в президентском дворце Ла Монеда во время военного переворота генерала Пиночета. Лагоша как фотографа не разглашали до февраля 2007 года, через месяц после его смерти. | фото           |
| 1975 | Ови Картер               | Голод в Сахель, Нигер                   | Маленький ребенок страдает во время засухи в Нигере. | фото           |
| 1976 | Стэнли Форман            | Крушение пожарной лестницы              | Во время пожара в многоквартирном доме в Бостоне обрушивается пожарная лестница, и женщина падает вместе со своей крестницей. Женщина скончалась на месте. | фото           |
| 1977 | Франсуаза Демюльдер      | Гражданская война в Ливане              | В январе 1976 года группа палестинских беженцев спасается бегством от гражданской войны в Бейруте. | фото           |
| 1978 | Leslie Hammond           | Апартеид                                | Южноафриканская полиция применяет слезоточивый газ против группы демонстрантов в Моддердаме, недалеко от Кейптауна. | фото           |
| 1979 | Sadayuki Mikami          | Борьба Санризука                        | После нескольких лет протестов против строительства аэропорта Нарита, готового к открытию, 26 марта 1978 г. вспыхнули серьёзные столкновения между демонстрантами и подразделением полиции по охране общественного порядка. | фото           |
| 1980 | David Burnett            | Красные кхмеры в Камбодже               | Ноябрь 1979 года в лагере беженцев в Са Кео недалеко от тайско-камбоджийской границы: женщина держит на руках своего ребёнка. | фото           |
| 1981 | Mike Wells               | Голод в Карамодже, Уганда               | Апрель 1980 года, белый миссионер на северо-востоке Уганды держит сравнительно крошечную руку голодающего африканского мальчика. | фото           |
| 1982 | Manuel Pérez Barriopedro | Попытка переворота в Испании            | 23 февраля 1981 года, подполковник Антонио Техеро выступает с пистолетом в руке перед Конгрессом депутатов Испании, удерживая в заложниках правительство и депутатов. | фото           |
| 1983 | Robin Moyer              | Война в Ливане в 1982 г.                | 18 сентября 1982 года, трупы палестинцев лежат на улице после резни в Сабре и Шатиле, когда фалангистские ополченцы-марониты убили палестинских беженцев. | фото           |
| 1984 | Mustafa Bozdemir         | Землетрясение в Турции                  | 30 октября 1983 года, после разрушительного землетрясения в окрестностях Эрзурума и Карса, Кезбан Озер находит своих пятерых детей похороненными заживо. | фото           |
| 1985 | Pablo Bartholomew        | Бхопальская катастрофа                  | Тело ребёнка, погибшего в результате химической аварии на заводе американской химической компании Union Carbide Corporation. | фото           |
| 1986 | Франк Фурнье             | Омайра Санчес                           | Санчес, жертва вулканической катастрофы в Армеро, скончалась, пролежав в грязи 60 часов. | фото           |
| 1987 | / Alon Reininger         | СПИД                                    | Американский больной СПИДом Кен Микс сидит в инвалидном кресле. На его руках многочисленные раны, вызванные саркомой Капоши. | фото           |
| 1988 | Anthony Suau             | Выборы в Южной Корее                    | 18 декабря 1987 года. Отчаявшаяся мать из Куро (Южная Корея), опирается на щит омоновца и просит пощады для своего сына, арестованного во время демонстрации. После ноябрьских выборов прошли акции протеста против правительства, обвиненного в фальсификации результатов выборов. | фото           |
| 1989 | David C. Turnley         | Спитакское землетрясение                | Ленинакан, Борис Абгарзян скорбит о своем 17-летнем сыне, пострадавшем от землетрясения в Армении. | фото           |
| 1990 | Чарли Коул               | Протест на площади Тяньаньмэнь          | Протестующий останавливает группу боевых танков Народно-освободительной армии Китая на площади Тяньаньмэнь в Пекине. | фото           |
| 1991 | Georges Merillon         | Конфликт в Косово                       | Семья Нашима Эльшани скорбит у его смертного одра; он был убит, когда выступал за автономию Косово. | фото           |
| 1992 | David C. Turnley         | Война в Персидском заливе               | Сержант США Кен Козакевич оплакивает смерть товарища солдата Энди Аланиза, убитого дружественным огнём. | фото           |
| 1993 | Джеймс Нахтвей           | Голод в Сомали                          | Сомалийская мать держит тело своего ребенка, умершего от голода. | фото           |
| 1994 | Larry Towell             | Палестина                               | Палестинские дети размахивают своими игрушечными пистолетами. | фото           |
| 1995 | Джеймс Нахтвей           | Геноцид в Руанде                        | Мужчина хуту был изувечен ополченцами хуту интерахамве, которые заподозрили его в симпатиях к повстанцам тутси. | фото           |
| 1996 | Lucian Perkins           | Первая чеченская война                  | Мальчик выглядывает из забитого беженцами автобуса, направляющегося в Грозный, спасаясь от боевых действий в Чечне. | фото           |
| 1997 | Francesco Zizola         | Гражданская война в Анголе              | Дети, пострадавшие от наземных мин, играют в ангольском городе Куито. | фото           |
| 1998 | Hocine Zaourar           | Гражданская война в Алжире              | Женщина оплакивает жертв резни в Бенталье, Алжир. | фото           |
| 1999 | Dayna Smith              | Конфликт в Косово                       | Родственники и друзья утешают вдову бойца ОАК, застреленного накануне во время патрулирования. | фото           |
| 2000 | Claus Bjørn Larsen       | Косовская война                         | Раненый беженец из числа косовских албанцев идёт по улице Кукеса в Албании. | фото           |
| 2001 | Lara Jo Regan            | Иммиграция в США                        | Иммигрантка из Мексики работает, чтобы прокормить своих детей. | фото           |
| 2002 | Erik Refner              | Катастрофа беженцев в Афганистане       | В лагере беженцев Джалозай готовят к захоронению тело афганского мальчика. | фото           |
| 2003 | / Eric Grigorian         | Землетрясение в Иране (2002 г.)         | Мальчик держит брюки своего отца, погибшего в результате землетрясения 22 июня 2002 года. | фото           |
| 2004 | Jean-Marc Bouju          | Иракская война                          | Иракский заключённый с пакетом на голове утешает своего сына. | фото           |
| 2005 | Arko Datta               | Землетрясение в Индийском океане (2004) | Через два дня после цунами отчаявшаяся индийская женщина оплакивает убитого родственника в Куддалоре, Тамилнад. | фото           |
| 2006 | Finbarr O’Reilly         | Голод в Нигере                          | Мать и ее ребёнок ждут еды в центре неотложной помощи в Тахуа, Нигер. | фото           |
| 2007 | Spencer Platt            | Война в Ливане                          | Пятеро молодых ливанцев едут на кабриолете по развалинам разбомбленного Южного Бейрута. | фото           |
| 2008 | Тим Хетерингтон          | Война в Афганистане                     | Уставший американский солдат прислоняется к стене и закрывает глаза. | фото           |
| 2009 | Anthony Suau             | Ипотечный кризис в США                  | Вооруженный офицер перемещается по дому после выселения жильцов, не уплативших ипотеку. | фото           |
| 2010 | Pietro Masturzo          | Президентские выборы в Иране            | Иранская женщина кричит с крыши в Тегеране в знак протеста против результатов президентских выборов в Иране, состоявшихся в 2009 году. | фото           |
| 2011 | Jodi Bieber              | Права женщин в Афганистане              | 18-летняя Биби Аиша была изуродована в качестве возмездия за побег из дома своего мужа в провинции Урузган в центре Афганистана. В возрасте 12 лет Аиша и её младшая сестра были переданы семье боевика талибана по обычаю пуштунов для разрешения споров. | фото           |
| 2012 | Samuel Aranda            | Протесты в Йемене. Арабская весна       | Женщина держит на руках раненого родственника в мечети, используемой демонстрантами в качестве полевого госпиталя против правления президента Али Абдуллы Салеха, во время столкновений в Сане, Йемен, 15 октября 2011 года. | фото           |
| 2013 | Paul Hansen              | Жертвы операции «Облачный столп»        | Скорбящие мужчины несут на похоронах двухлетнего Сухаиба Хиджази и его трехлетнего брата Мухаммеда, убитых израильским ракетным ударом в городе Газа, в результате которого погиб их отец Фуад, и тяжело ранена их мать. Снято 20 ноября 2012 г. | фото           |
| 2014 | John Stanmeyer           | Африканские мигранты                    | Мигранты на берегу города Джибути поднимают свои мобильные телефоны, пытаясь поймать слабый сигнал из соседней Сомали. | фото           |
| 2015 | Mads Nissen              | Геи в России                            | На фотографии запечетлена гей-пара в интимный момент. | фото           |
| 2016 | Warren Richardson        | Европейский миграционный кризис         | Снимок, сделанный ночью, на котором мужчина передаёт ребёнка через ограждение из колючей проволоки на границе Сербии и Венгрии, а именно между Хоргошем (Сербия) и Рёшке (Венгрия). | фото           |
| 2017 | Burhan Ozbilici          | Убийство Андрея Карлова                 | На фото офицер полиции Мевлют Мерт Алтынташ рядом с послом России в Турции Андреем Карловым через несколько секунд после того, как выстрелил ему в спину. | фото           |
| 2018 | Ronaldo Schemidt         | Кризис в Венесуэле                      | 28-летний Хосе Салазар загорается в результате ожесточенных столкновений с ОМОНом во время акции протеста против президента Николаса Мадуро в Каракасе, Венесуэла. Салазар загорелся, когда взорвался бензобак мотоцикла. Он пережил инцидент с ожогами первой и второй степени. Президент Мадуро объявил о планах пересмотреть демократическую систему Венесуэлы путем формирования учредительного собрания, которое заменит Национальное собрание, возглавляемое оппозицией. | фото           |
| 2019 | John Moore               | Иммиграционная политика Дональда Трампа | Малыш из Гондураса плачет, когда он и его мать взяты под стражу пограничниками США в Макаллене, штат Техас. | фото           |
| 2020 | Yasuyoshi Chiba          | Военный переворот в Судане (2019)       | На фотографии молодой человек, читающий стихи протеста во время ночного отключения электричества в Хартуме 19 июня 2019 года. Его окружает множество людей, которые освещают его своими мобильными телефонами и скандируют лозунги за восстановление гражданских прав. Во время насилия и конфликтов председатель жюри сознательно выбрал фотографию, которая символизирует надежду и не изображает войну и насилие.                                                           | фото           |
| 2021 | Mads Nissen              | Первое объятие                          | Первое объятие за 5 месяцев, которое получила Роза Лузия Лунарди (85 лет), находясь в доме престарелых. В марте дома престарелых в Бразилии закрыли свои двери для всех посетителей из-за пандемии COVID-19, не позволяя миллионам бразильцев навещать своих пожилых родственников. Помощникам было приказано свести к минимуму физический контакт с уязвимыми людьми. | фото           |
| 2022 | Amber Bracken            | Школа-интернат Камлупс                  | На фотографии изображена детская одежда, развешанная на крестах в память о более чем двухстах детях, погибших от жестокого обращения, пренебрежения и болезней в школе-интернате Камлупс в Британской Колумбии. | фото           |
| 2023 | Евгений Малолетка        | Авиаудар по больнице № 3 в Мариуполе    | На фотографии спасатели выносят из больницы, разрушенной российским авиаударом, пострадавшую беременную пациентку. Пациентка, Ирина Калинина, позже родит мёртворождёного ребёнка, а после умрёт и сама. | фото           |